# Вільгельм II Оранський
Вільгельм (Віллем) II Оранський (нід. Willem II van Oranje-Nassau; 27 травня 1626 — 6 листопада 1650) — штатгальтер Голландії, Утрехту, Зеландії, Гельдерну, Оверейсселю, Гронінгену в 1657—1650 роках. Боровся з патриціанською партією. Після його смерті настав перший період без штатгальтера.

## Життєпис
Походив з роду Оранських-Нассау. Старший син Фредеріка Гендріка Оранського, штатгальтера Республіки Сполучених Провінцій, та Амалії фон Зольмс-Браунфельс. Народився 1626 року в Гаазі. Здобув загальну освіту. 1641 року пошлюбив представницю англійської королівської династії Стюартів. 1643 року звитяжив у битві біля Бергем-оп-Зум проти іспанців.
1647 року після смерті батька успадкував титул принца Оранського, графа Нассау та отримав посаду практично усіх провінцій Республіки, окрім Фризландії. Очолив війська, що брали участь у заключному етапі Тридцятирічної війни. 1648 року не підтримав укладання Мюнстерського договору, за яким Іспанія визнавала незалежність Республіки Сполучених Провінцій, оскільки Південні Нідерланди залишалися під владою Іспанії. Проте Генеральні Штати схвалили цей договір.
Вільгельм II не розпустив армію, сподіваючись її використати проти патриціанської партії регентів (керівників) міст, створивши більш централізований уряд під своїм керуванням. Також планував відновити Карла II на троні Англії. Разом з тим вів перемовини з Францією щодо спільних дій проти Іспанії.
1650 року вступив у конфлікт з пенсіонарієм Яном де Віттом, що протистояв планам штатгальтера. Вільгельм II наказав запроторити Яна де Вітта до замку Лувестайн. Того ж року регенти Голландії виступили проти наміру штатгальтера почати війну з Іспанією, а населення Амстердама звільнило Йогана де Вітта і інших в'язнів. Невдовзі Вільгельм II помер від віспи, що дало можливість де Вітту з республіканцями перейти в політичний наступ. Внаслідок цього син Вільгельма II — Вільгельм — успадкував лише особисті володіння роду та титул принца Орнаського.

## Родина
Дружина — Марія, донька Карла I Стюарта, короля Англії, Шотландії і Ірландії
Діти:
- Вільгельм (1650—1702), штатгальтер Республіки Сполучених провінцій у 1672—1702 роках, король Англії, Шотландії і Ірландії в 1689—1702 роках